# Iwan Iwanowitsch Sollertinski

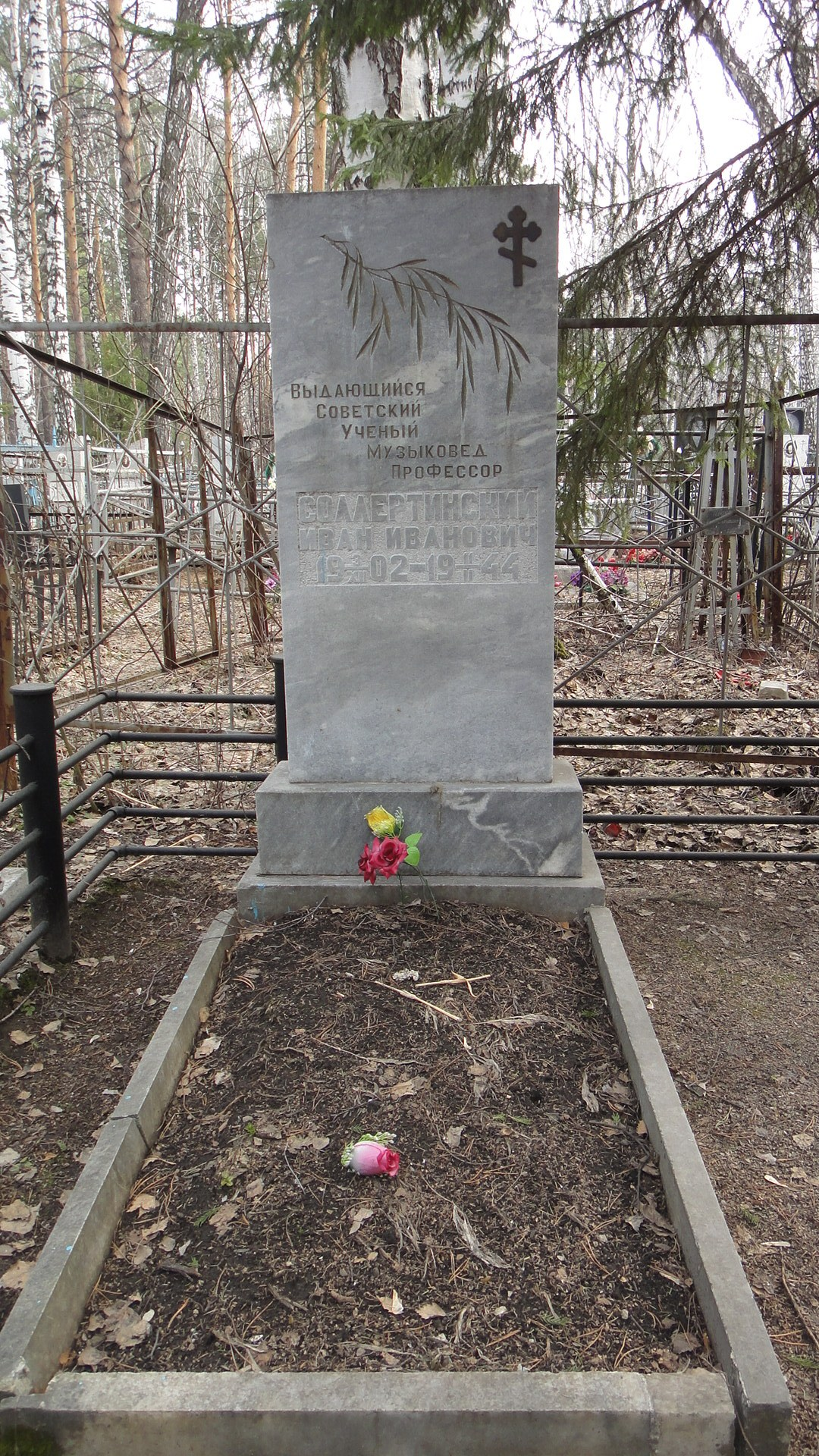
Grab von Sollertinski in Nowosibirsk (Friedhof Sajelzowskoje kladbischtsche)

Iwan Iwanowitsch Sollertinski (russisch Иван Иванович Соллертинский; * 20. Novemberjul. / 3. Dezember 1902greg. in Wizebsk; † 11. Februar 1944 in Nowosibirsk, Sowjetunion) war ein sowjetischer Universalgelehrter und Publizist. 

## Leben
Sollertinskis Vater, Iwan Iwanowitsch Sollertinski, entstammte einer russisch-orthodoxen Priesterfamilie und diente als Oberlandesgerichtsrat. Die Mutter, Jekaterina Josefowna Bobaschinskaja, kam aus einer Aristokratenfamilie und lebte nach dem Tod von Sollertinskis Vater (1907) mit den Kindern in ärmlichsten Verhältnissen.
Von 1921 an lebte Sollertinski bis zum Kriegsbeginn in Petrograd, dem späteren Leningrad.
Sollertinski war Theaterhistoriker, Literaturwissenschaftler (insbesondere für spanische und französische Literatur), Philologe, Lektor, Pädagoge, Organisator, Dozent (Geschichte der Philosophie und Ästhetik), sowie Kulturpolitiker. Herausragend war jedoch seine Rolle im Aufbau des sowjetischen Musiklebens, besonders in Leningrad (seit 1929 Referent der Leningrader Philharmonie), nicht zuletzt als Musikologe und Kritiker: Er wurde 1936 zum Professor des dortigen Konservatoriums ernannt und 1939 zum künstlerischen Leiter der Leningrader Philharmonie berufen. Er war auch Vorsitzender der Sektion für Kritik im Komponistenverband der Sowjetunion. In diesen Positionen setzte er sich mit Leidenschaft für die klassische Sinfonik ein (siehe sein Referat auf dem Allunionskongreß des Komponistenverbandes der UdSSR, Mai 1941 in Leningrad: „Historische Typen der sinfonischen Dramaturgie“. [2] 267 ff.) und er wirkte engagiert für die Verbreitung (v. a.) der Musik von Gustav Mahler in der Sowjetunion.
Sollertinski interessierte sich auch für Ballett: 1930 erhielt er die Dozentur zur Geschichte des Balletts an der Leningrader Schule für Choreografie und so trug er entscheidend zur Weiterentwicklung der sowjetischen Ballettkunst bei (siehe u. a. sein Aufsatz über Boris Assafjews Ballett „Fontäne von Bachtschissarai“, 1934 [2] S. 236 ff.).
1941 wurde er Repertoireleiter des Puschkintheaters in Leningrad. 1943 wurde Sollertinski als Professor ans Moskauer Konservatorium berufen und Leiter des Lehrstuhls für Kunstwissenschaft des Leningrader Instituts für Theaterkünste (das sich während der faschistischen Blockade, wie die Philharmonie, in Nowosibirsk befand), wo er Kurse in Logik und Psychologie gab.
Bereits früh traf Iwan I. Sollertinski auf Michail Bachtin und nahm an dessen philosophischen Vorlesungen teil. – Der hyperaktive und hochnervöse Sollertinski hatte ein phänomenales Gedächtnis und beherrschte über 25 Sprachen und 100 Dialekte.[3] Nach Schostakowitschs Zeugnis kannte er weite Teile der Werke von Aristoteles, Platon, Shakespeare, Puschkin und Gogol auswendig.[4] Es werden auch Homer und Cicero genannt, die er auf Altgriechisch, bzw. Latein zu rezitieren vermochte.
Zu Sollertinskis Freunden zählten führende Musiker der Epoche, allen voran Jewgenij Mrawinski, Otto Klemperer, Fritz Stiedry, Ernest Ansermet und nicht zuletzt Hermann Scherchen, aber auch Kurt Sanderling. Im Jahr 1927 wurde Sollertinski der engste Freund von Dmitri Schostakowitsch, den er seit 1921 kannte, und einer der wichtigsten Vorkämpfer für das Werk dieses genialen Komponisten. 1936, im Zuge der ersten Angriffe gegen Schostakowitsch, wurde Sollertinski von der „Prawda“ als „der Troubadour des Formalismus“ bezeichnet.[5]
Nach den Uraufführungsabenden (5. und 6. Februar 1944) der Achten Sinfonie von Dmitri Schostakowitsch mit der Leningrader Philharmonie unter Mrawinski, zu denen Sollertinski (wie gewöhnlich) die Einführungsvorträge gehalten hatte, starb er (seit längerer Zeit seine Herzerkrankung verdrängend) an einem Infarkt in der Nacht vom 10. zum 11. Februar und wurde in Nowosibirsk beigesetzt.[2]
Dmitri Schostakowitsch widmete dem Gedenken des Freundes sein Klaviertrio Nr. 2 in e-moll, op. 67 (begonnen 1943): Sollertinski war Anfang 1944 in Nowosibirsk während der Notevakuierung gestorben. Von seinen Reisen hatte er sehr viele Musikdrucke westeuropäischer Komponisten mitgebracht, darunter von Werken Ernst Křeneks und Kurt Weills. Von Alma Mahler-Werfel, der Witwe Gustav Mahlers (dessen Werke er in der Sowjetunion propagiert hatte), wurde ihm eine Photokopie der Zehnten Sinfonie übergeben, die Schostakowitsch als abgeschlossen betrachtete. So ist Schostakowitschs erster Einsatz von Klezmer-Musik im tragischen Finale des e-moll-Trios weniger verwunderlich – als Ausdruck der Referenz für die beiden ihm so wichtigen Toten – und verwebt die Trauer mit dem Dank.

## Zitate

### Aus dem Tagebuch (1924)
In Worten kann ich nicht von mir berichten. Die Musik ist jene ideale Sprache, der jedes Teilchen meines Ethos gehört.
Sollertinski [4] S. 17

### Das ethische Prinzip in der russischen Musik
Das Grundprinzip der russischen Musik, das sie von anderen nationalen Musikkulturen unterscheidet, ist die konsequente Durchsetzung der Idee des musikalischen Realismus, verstanden als moralisch-gesellschaftliche Pflicht des Künstlers gegenüber dem Volk: Dieser Realismus bedeutet alles andere als eine Registrierung oder Kollektionierung der Gefühle und Empfindungen durch den Künstler oder eine klingende Photographie der Wirklichkeit. Er widerspricht jeder „Ohrengefälligkeit“ (ein ironischer Begriff von Balakirew), jeder hedonistischen Ästhetik und der Auffassung der Musik als Zerstreuung oder „tönender Gastronomie“. Er beruht auf philosophischen Verallgemeinerungen, auf der kühnen Formulierung der sogenannten „verfluchten Fragen“ und ist durchdrungen von flammendem moralischem Pathos, und leidenschaftlicher Wahrheitsliebe. Wenn in der westeuropäischen Musik das ethische Moment nur bei einzelnen großen Musikern das vorherrschende war und diese gerade deshalb gewöhnlich in tragische Vereinsamung gerieten (Beethoven, Mahler, teilweise auch Berlioz), so zieht es sich in der russischen Musik gleich einem roten Faden durch alle Epochen ihres historischen Werdens, unabhängig von den Auseinandersetzungen einzelner schöpferischer Gruppierungen. Das ist die allgemeine Prämisse, ohne welche sich die russischen Klassiker unter den Komponisten ein musikalisches Schaffen überhaupt nicht denken konnten.
Sollertinski [4] S. 281

### Über Schostakowitsch
(In Zusammenhang mit seiner Achten Sinfonie)
Das Recht auf die Tragödie und die tragische Kunst. Aus dem Pessimismus (Byron, Maeterlinck, L. Andrejew) wird die Tragödie nicht geboren. Die Tragödie als Frucht der Reife, der Kraft, der Tapferkeit, der sittlichen Freiheit und des Konflikts von Willenskräften (die Hellenen, Shakespeare, die Klassiker der spanischen Dramatik, Corneille). Das Tragische ist nicht das Pessimistische (Tschaikowski, „Carmen“ von Bizet). Volkstümlichkeit und Festlichkeit. Über den Begriff „optimistische Tragödie“. Über die Furcht vor dem Tragischen. Das Erwachsen der Tragödie aus dem Epos. Marx zur sozialen Tragödie.
Schostakowitsch als tragischer Poet in der Musik.
Die Überwindung der Tragödie. Der Triumph der mannhaften Kraft. Transparente Trauer. Das Pastoral-Heroische (vergleiche die Züge des heroisch Pastoralen in Beethovens Dritter Sinfonie).
Idylle…
Die Beziehung zu den Tragödien Tschaikowskis und Mussorgskis: Schmerz, Zorn, „Versammlung böser Kräfte“, Kampf um das Glück.
Sollertinski [4] S. 297f.

## Zeugnisse
Dmitri Schostakowitsch
„Sollertinski war ein unermüdlicher Denker und Wissenschaftler, ein origineller Publizist und zugleich ein packender Theoretiker. Es hatte den Anschein als spreche er unnötig schnell und nervös, als sei er ständig in Eile und jage irgend etwas hinterher, und manchmal kam er sogar außer Atem dabei. Aber das lag nur daran, daß Wörter, Sprache und Zunge nicht Schritt halten konnten mit dem ungestümen Lauf seiner Gedanken, die stets originell und überzeugend waren. Das literarische Vermächtnis ist relativ bescheiden. Er starb noch sehr jung; aber die Rolle, die er bei der Entfaltung der sowjetischen Musikkultur spielte, ist enorm. Er hat den sowjetischen Komponisten tatsächlich neue schöpferische Wege erschlossen.“ (Komponistenverband der UdSSR, 1944)

## Veröffentlichungen (Russ.)
- „Der Bolzen“, Ballett von Schostakowitsch – Leningrad, 1931
- Hector Berlioz. – Moskau, 1932
- Gustav Mahler. – Leningrad, 1932
- Die Symphonischen Dichtungen von Richard Strauss. – Leningrad, 1932
- Jacques Offenbach. – Leningrad, 1933
- Arnold Schönberg. – Leningrad, 1934
- „Lady Macbeth von Mzensk“, Oper von Schostakowitsch. – Leningrad, 1934
- Die Vierte Sinfonie von Brahms. – Leningrad, 1935
- Brahms’ Zweite Symphonie. – Leningrad, 1935
- Giacomo Meyerbeer. – Leningrad, 1936
- „Rigoletto“ von Verdi. – Leningrad, 1936
- Gluck. – Leningrad, 1937
- „Carmen“, Oper von Bizet. – Leningrad, 1937
- „Die Zauberflöte“ von Mozart. – Leningrad, 1940
- Beethovens „Fidelio“. – Leningrad, 1940
- Bruckners Siebente Symphonie. – Leningrad, 1940
- Die Dritte Sinfonie von Brahms. – Leningrad, 1941
- Ausgewählte Aufsätze zur Musik. – Leningrad, 1946
- Die Sinfonien von Brahms. – Moskau 1959
- Romantik: ihre allgemeine und musikalische Ästhetik. – Moskau, 1962
- Hinweise zur komischen Oper. – Moskau, 1962
- Kritiken. – Leningrad, 1963
- Historische Studien. – Leningrad, 1963.
- Aufsätze zum Ballett. – Leningrad. Musik, 1973. – 208 S.

## Musikfestival
Seit 1989 wird in Sollertinskis Heimatstadt Witebsk (Beloruss) alljährlich ein internationales Musikfestival veranstaltet, das zu seinem Gedenken „Internationales Sollertinski-Musikfestival“ heißt.

## Bibliografie
- „In memoriam I.I.Sollertinski“, Erinnerungen, Materialien, Studien. – Leningrad/Moskau, 1974.
- Iwan Sollertinski: „Von Mozart bis Schostakowitsch“, Essays, Kritiken, Aufzeichnungen – hrsg. v. Michail Druskin (Verlag Philipp Reclam jun., Leipzig 1979)
- Mikheeva, Ludmila: „I.I. Sollertinsky. Life and Legacy“ Leningrad, 1988: Sovetsky kompozitor ISBN Б-85285-043-8
- Shostakovich, Dmitri and Glikman, Isaak: „Story of a Friendship: The Letters of Dmitry Shostakovich to Isaak Glikman“ (Cornell University Press, 2001) ISBN 0-8014-3979-5
- Alexander Puschkanski, Phänomen Sollertinski (Belaruss.)
- Шостакович, Д.: „Письма И. И. Соллертинскому“ (Schostakowitsch, D.: BRIEFE AN SOLLERTINSKI", 2006) — СПб.: Композитор, 2006. — 300 с. — 1000 экз. — ISBN 5-7379-0304-4. (Der Berliner Musikwissenschaftler, Übersetzer und Musiker Gottfried Eberle bereitet 2016 eine deutschsprachige Ausgabe dieser kompletten Ausgabe der Briefe von Dmitri Schostakowitsch an Iwan Sollertinski zur Veröffentlichung vor.)